# Roberto Rosmaninho Mariz

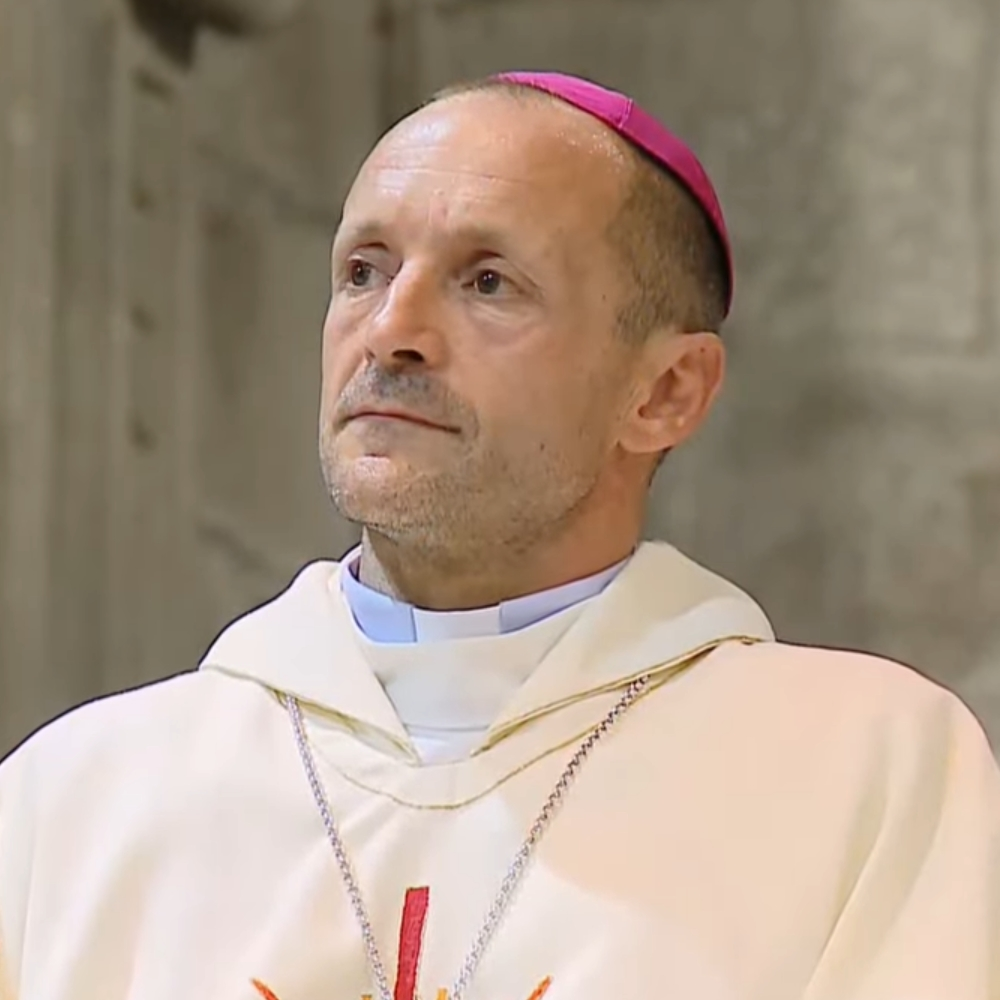
Roberto Rosmaninho Mariz (2023)

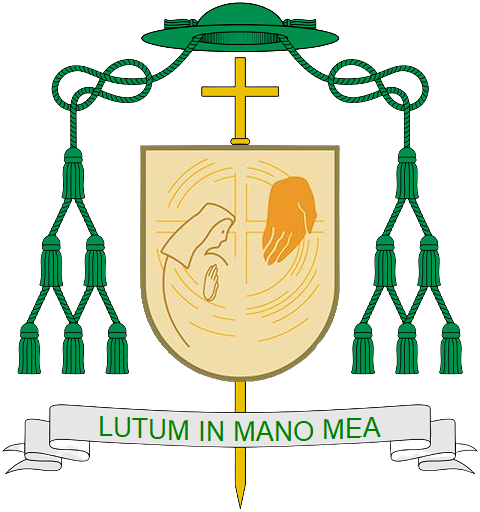
Bischofswappen von Roberto Rosmaninho Mariz

Roberto Rosmaninho Mariz (* 13. Januar 1974 in Rates) ist ein portugiesischer römisch-katholischer Geistlicher und Weihbischof in Porto.

## Leben
Roberto Rosmaninho Mariz besuchte die Grundschule in seinem Heimatort und später das Kleine Seminar Nossa Senhora da Conceição in Braga. Anschließend studierte er Philosophie und Katholische Theologie an der Katholischen Universität Portugal in Braga. Am 19. Juli 1998 empfing er das Sakrament der Priesterweihe für das Erzbistum Braga. Nach weiterführenden Studien erwarb er an der Universität Minho in Braga ein Lizenziat im Fach Soziologie.
Mariz war zunächst als Pfarrer der Pfarreien São João Evangelista in Atães, Santo Estevão in Barros, Santa Marinha in Penascais und São Mamede in Vilarinho tätig, bevor er Pfarrer der Pfarreien São Paio in Vila Verde und Santa Eulália in Loureira sowie Kaplan der Freiwilligen Feuerwehr in Vila Verde und der Santa Casa da Misericórdia in Vila Verde wurde. Ferner leitete er das Diözesaninstitut für die Versorgung der Kleriker und fungierte von 2000 bis 2006 als Erzpriester von Vila Verde. Ab September 2006 wirkte Mariz als Pfarrer der Pfarrei São José de São Lázaro in Braga. Von 2012 bis 2017 war er zusätzlich Pfarrer der Pfarrei São Pedro in Lomar. Außerdem war er ab 2007 verantwortlich für die Familienpastoral in der Stadt Braga. Daneben wurde er 2014 an der Katholischen Universität Portugal in Braga bei João Manuel Correia Rodrigues Duque mit der Arbeit Rosto social da religião. As motivações religiosas das organizações sócio caritativas católicas („Das soziale Gesicht der Religion. Die religiösen Beweggründe katholischer sozial-caritativer Organisationen“) im Fach Religionswissenschaft promoviert.
Neben seiner Tätigkeit in der Seelsorge koordinierte Mariz ab 2008 die sozial-caritative Seelsorge im Erzbistum Braga und leitete die Diözesankommission für die Sozialpastoral. Zudem wurde er 2012 Bischofsvikar für die integrale menschliche Entwicklung sowie 2017 Diözesanökonom des Erzbistums Braga und Ökonom der Priesterseminare. Darüber hinaus gehörte er ab 2014 dem Vorstand der Diözesanstiftung Partilhar com Esperança und der Confederação Nacional das Instituições de Solidariedade an. Ab 2016 leitete er zusätzlich die União Distrital das Instituições Particulares de Solidariedade Social und ab 2019 die Irmandade de São Bento da Porta Aberta. Außerdem fungierte Mariz als Geschäftsführer der Kirchenzeitung Diário do Minho und als Leiter des Sozialzentrums der Pfarrei São José de São Lázaro. Überdies gehörte er dem Bischofsrat, dem Diözesanvermögensverwaltungsrat, dem Diözesanpastoralrat und dem Priesterrat des Erzbistums Braga an. Ferner war er Domherr an der Kathedrale von Braga. 2022 verlieh ihm die Stadt Braga die goldene Verdienstmedaille.
Am 26. Mai 2023 ernannte ihn Papst Franziskus zum Titularbischof von Vita und zum Weihbischof in Porto. Der Erzbischof von Braga, José Manuel Garcia Cordeiro, spendete ihm am 23. Juli desselben Jahres in der Kathedrale von Braga die Bischofsweihe; Mitkonsekratoren waren der emeritierte Erzbischof von Braga, Jorge Ortiga, und der Bischof von Porto, Manuel da Silva Rodrigues Linda. Sein Wahlspruch Sicut lutum in manu mea („Wie Ton in meinen Händen“) stammt aus Jer 18,6 .

## Schriften
- Rosto social da religião. As motivações religiosas das organizações sócio caritativas católicas. Universidade Católica Portuguesa, Braga 2014 (ucp.pt [PDF; 5,4 MB]).
- A solidariedade social como rosto da caridade. In: Theologica. Band 50, Nr. 1, 2015, S. 27–40.